# The Legend of Zelda: Majora's Mask
The Legend of Zelda: Majora's Mask (ゼルダの伝説: ムジュラの仮面?, Zeruda no Densetsu: Mujura no Kamen, lett. "La leggenda di Zelda: la maschera di Majora") è un videogioco d'azione e avventura dinamica sviluppato e pubblicato da Nintendo per Nintendo 64 in Giappone il 27 aprile 2000, in America settentrionale il 26 ottobre 2000, e in Europa il 17 novembre 2000. È il secondo episodio della serie di The Legend of Zelda sul Nintendo 64 dopo The Legend of Zelda: Ocarina of Time (1998). Il gioco ha venduto approssimativamente 314 000 copie nella prima settimana in Giappone, e ha venduto 3 milioni di copie in tutto il mondo. 
Majora's Mask è il sesto episodio della serie di The Legend of Zelda, e il secondo con grafica 3D. In questa avventura, il protagonista della saga, Link, si ritrova nel mondo di Termina (e non più a Hyrule), dove un misterioso personaggio con una maschera di nome "Skull Kid" sta facendo uscire la luna dalla sua orbita per farla schiantare contro Termina. Link deve vivere ripetutamente tre giorni attraverso dei viaggi nel tempo per evitare la catastrofe.
Il gioco è incentrato sul continuo ripetersi dei tre giorni e sull'uso delle maschere, alcune delle quali sono necessarie per lo sviluppo del gioco. Una serie di melodie controllano il flusso del tempo e consentono l'accesso ai quattro templi che Link deve conquistare. Al contrario di Ocarina of Time, Majora's Mask necessita dell'Expansion Pak (una periferica del Nintendo 64), che permette di visualizzare un maggior numero di personaggi sullo schermo e di avere una grafica migliore.
Il gioco è stato ripubblicato come parte di The Legend of Zelda: Collector's Edition per GameCube nel 2003 e per i servizi online di Wii (2009), Wii U (2016) e Nintendo Switch (2022). Un remake del gioco, dal titolo The Legend of Zelda: Majora's Mask 3D, è stato pubblicato per Nintendo 3DS nel 2015. Questo ha venduto nella prima settimana circa 300 000 copie solo in Giappone.

## Trama
Mesi dopo gli eventi di Ocarina of Time, il protagonista, Link, dopo avere sconfitto Ganondorf (vedi Ocarina of Time) ed essere tornato bambino, decide di andare alla ricerca della fata che lo aveva accompagnato nella precedente avventura a Hyrule, Navi. Mentre attraversa il Bosco Perduto in groppa alla cavalla Epona, viene attaccato da uno Skull Kid (coperto in volto da una maschera) accompagnato da due fatine. Lo Skull Kid gli sottrae la cavalla e l'Ocarina del Tempo. Mentre rincorre lo Skull Kid, Link cade in una dimensione parallela e si ritrova in nuovo mondo, chiamato Termina. Qui lo Skull Kid trasforma Link in un cespuglio Deku; involontariamente, una delle fatine (Taya) rimane con Link, e si allea (anche se svogliatamente) con lui per ritrovare suo fratello (l'altra fatina, Tael) e lo Skull Kid; subito dopo Link incontra il Venditore di maschere (già visto nel precedente gioco), che gli promette di farlo tornare umano in cambio dell'Ocarina del Tempo e della maschera che indossa lo Skull Kid detta Maschera di Majora, che contiene un potere così grande da distruggere tutto il mondo di Termina. Il venditore di maschere dà a Link tre giorni di tempo. Appena entra a Cronopoli (una cittadina di Termina) Link viene a conoscenza di un fatto terribile: la Luna si schianterà su Termina proprio entro tre giorni e il responsabile è proprio lo Skull Kid (perché è posseduto dalla Maschera di Majora). Quando mancano ormai sei ore alla collisione (che equivalgono a circa quattro minuti e mezzo, nel tempo reale) Link sale sulla torre dell’orologio e si trova al cospetto dello Skull Kid, dove Tael chiama i "quattro" che stanno nelle paludi, sulle montagne, nell'oceano e nel canyon. Link riesce a recuperare l'Ocarina e al minimo tocco gli torna in mente il momento in cui la Principessa Zelda gliela donò. Ricordando la Canzone del Tempo (appresa in Ocarina of Time) Link la suona e riesce a sfuggire alla collisione e a tornare all'alba del primo giorno.
Il venditore di maschere fa suonare a Link la Melodia del Ristoro, che lo fa tornare umano e gli fa ottenere la maschera Deku. Dopodiché gli chiede della maschera, ma Link non ha potuto recuperarla perché ormai non c'era più tempo, così il venditore, passa dal suo sorriso ebete all'immagine della collera. Ma poi gli racconta la storia riguardante la maschera di Majora. Si tratta di una maschera che esaudisce i desideri di chi la indossa, ma allo stesso tempo li possiede con un potere malvagio, apocalittico. Gli antichi, temendo la distruzione del mondo, rinchiusero la maschera nelle tenebre per sempre per evitare che potesse essere usata male. La tribù degli antichi scomparve, portandosi il segreto della vera natura e delle origini della maschera. Ma il venditore alla fine è buono ed è sicuro che Link può recuperarla, così glielo ordina, prega e supplica insieme e quando Link accetta, lui rimarrà chiuso lì dentro per tutta la durata del gioco.
Link viaggia attraverso le paludi, le montagne, l'oceano e il canyon. In ogni area entra nel tempio e ne sconfigge il boss che dà a Link il potere di uno dei quattro giganti che possono salvare Termina. Completati i quattro templi, Link ritorna sulla torre dell'orologio e chiama i quattro giganti che riescono a fermare l'avanzare della luna. Allora la maschera di Majora si stacca dallo Skull Kid ed entra nella luna. Con l'aiuto di Taya, Link la insegue e la sconfigge.. Dopodiché, nel quarto giorno (o nuovo giorno), i quattro giganti ritornano al loro riposo e Taya e Tael riabbracciano lo Skull Kid finalmente libero. Il venditore di maschere prende la maschera Majora, dicendo che il potere malvagio che era in essa è stato sconfitto e la maschera è stata purificata. Link saluta Taya e galoppa via con Epona mentre inizia il Carnevale del Tempo (una festa che si svolge annualmente). Nell'ultima immagine dopo i crediti viene mostrato un tronco d'albero con sopra incisa l'immagine di Link, dello Skull Kid, delle fatine Taya e Tael e dei quattro giganti, mentre si sente un accenno alla Canzone di Saria (Saria’s Song in originale, che è il tema musicale del Bosco Perduto di Hyrule).

## Modalità di gioco

Schermata della versione emulata del gioco su Nintendo Switch. In alto a sinistra ci sono i contenitori di cuore e il contenitore di magia mentre a destra ci sono le azioni collegate ai pulsanti: Il tasto B (verde) controlla la spada di Link, il tasto A (blu) cambia funzione a seconda del contesto e i pulsanti C (gialli) controllano gli oggetti equipaggiati. L'orologio in basso, che indica l'ora all'interno del ciclo dei tre giorni, attualmente riporta le ore 19:00 del terzo (e ultimo) giorno.

Il gameplay in Majora's Mask espande quello di Ocarina of Time; il gioco comprende dungeon con enigmi da risolvere e musiche da suonare con l'Ocarina, e introduce la trasformazione del personaggio e la restrizione del ciclo dei tre giorni. Come negli altri episodi della serie, Link può eseguire alcune azioni base, come camminare, correre e fare salti limitati, deve usare oggetti per sconfiggere i nemici in battaglia e per risolvere gli enigmi. I contenitori di cuore (heart container) misurano la salute di Link e possono essere trovati in tutta Termina, come nei precedenti giochi. L'arma principale di Link è la spada, che può essere migliorata durante il gioco. In più, Link può stordire i nemici con le Noci Deku, attaccare da lontano con arco e frecce, bloccare o riflettere attacchi con lo scudo, distruggere ostacoli con delle bombe e aggrapparsi a nemici o ad oggetti con il rampino. Link ha anche un contenitore di magia che gli permette di usare frecce magiche, attacchi rotanti e oggetti speciali. Al contrario del capitolo precedente, in Majora's Mask non compare la Spada Suprema e non è possibile nemmeno diventare adulto (fatta eccezione per la trasformazione con la maschera Furia Divina).

### Il ciclo di tre giorni e le musiche
Majora's Mask impone un limite di tre giorni (72 ore) di gioco, circa 54 minuti nel tempo reale. Un orologio sullo schermo informa il giocatore sul giorno e sull'ora. Link può tornare alle ore 06:00 del primo giorno suonando la Canzone del Tempo con l'Ocarina del Tempo. Tornare al primo giorno fa salvare i progressi del giocatore e i più importanti risultati, come l'ottenere mappe, maschere, musiche, e armi. Ma gli enigmi risolti, chiavi e oggetti minori andranno perduti, e i personaggi non si ricorderanno di averlo incontrato. Link può rallentare lo scorrere del tempo o andare alla mattina o alla sera successiva in base a come suona la Canzone del Tempo.
Altri utilizzi per le musiche includono la manipolazione del clima, il teletrasporto tra le statue a forma di gufo sparse in tutta Termina, e lo sbloccare l'entrata ai quattro templi.
Nei tre giorni, i personaggi non giocanti seguono delle attività fissate che Link può tracciare usando il Taccuino dei Bomber. Questa agenda traccia i movimenti di 20 personaggi che hanno bisogno di aiuto, come un soldato al quale Link porta una medicina, e una coppia di fidanzati che Link riunisce. Le sbarre blu nell'agenda indicano le ore in cui Link può interagire coi personaggi, e le icone indicano che Link ha ricevuto un oggetto, come una maschera, dai personaggi.

### Il mondo di Termina
Termina è una versione diversa (e più cupa) di Hyrule. Al centro di Termina si trova Cronopoli, una città divisa in quattro parti (una per ogni punto cardinale) e governata da un sindaco. Nella piazza centrale c'è la Torre dell’Orologio, un'enorme costruzione – orologio a cui si ha accesso solo nella notte precedente del Carnevale del Tempo, un'usanza di Termina per propiziare un buon raccolto.

#### Le aree di Termina
- A sud troviamo la palude, dove abita la razza dei Cespugli Deku. L'acqua della palude è stata avvelenata da Odolwa, un guerriero che si è impadronito del tempio delle paludi, Cascabosco. In quest'area Link deve liberare la principessa Deku, oltre ad uccidere Odolwa. Allo stesso tempo, il Re Deku ha accusato una scimmia di aver rapito la principessa.
- A nord ci sono le montagne, dove un perenne inverno sembra avere cancellato ogni forma di vita. Qui abitano i Goron. Nel tempio della zona, Testanevosa, dimora un mostro meccanico a forma di toro di nome Goht, causa dell'innaturale inverno. In quest'area Link otterrà una mascherà che lo trasformerà in un Goron.
- A ovest c'è il mare; qui abitano gli Zora e i Pirati. Le acque sono piene di mostri, portati dal pesce gigante Gyorg, che ormai domina il tempio di quest'area, chiamato tempio della Grande Baia, e l'acqua è diventata torbida, causando problemi alla pesca locale.. Prima di andare nel tempio, Link deve recuperare sette uova di Zora, 4 rubate dalle piratesse Gerudo e 3 dai serpenti Marini. Una volta recuperate, le uova si schiuderanno e nasceranno 7 girini Zora, i quali insegneranno una canzone a Link, che a sua volta dovrà suonarla a Lulù, per farla cantare e svegliare un'enorme tartaruga, che lo porterà al tempio.
- A est troviamo il Canyon d’Ikana, una zona arida e piena di spiriti che ancora vagano su quelle terre in cerca di una pace che sembra non arrivare mai. La zona ospita le rovine dell'antica civiltà d’Ikana. Le uniche persone che ci vivono sono una bambina con il padre studioso di fantasmi ed un ladro. Nel Tempio di questa zona, ovvero la fortezza di Pietra, si nascondono due enormi vermi, chiamati Twinmold, che hanno gettato un'aura oscura su tutta la zona.

Ciascuno dei boss dei quattro labirinti è in realtà uno dei quattro Giganti amici dello Skull Kid che per colpa della maschera di Majora si trasformano in creature malvagie.

#### Le specie di Termina

##### Hylia
Sono gli abitanti di Cronopoli, e a questa razza appartiene anche Link; hanno le orecchie a punta.

##### Cespugli Deku
Sono degli arbusti che vivono principalmente nelle paludi, ma si trovano un po' in tutta Termina. Alcuni di loro sono nemici, e sparano i semi Deku verso Link. Il loro re ha una figlia, la Principessa Deku, a cui tiene moltissimo. Usando dei fiori speciali, possono raggiungere luoghi a loro normalmente inaccessibili.

##### Goron
Abitanti delle montagne, i Goron sono mangiatori di rocce e costruttori di bombe. Il loro eroe, Darmani, è morto nel tentativo di arrivare al tempio di Testanevosa, dove un forte vento gelido tiene le montagne in un inverno perenne. Amano fare corse rotolando e spingendosi.

##### Zora
Il Popolo dell'oceano, sono dotati di pinne sulle braccia e di branchie. Hanno la passione per la musica; il famoso gruppo The Indigo-go's è formato proprio da Zora, tra cui la cantante Lulu e il chitarrista Mikau.

##### Fate Radiose
Ci sono cinque Fate Radiose (Great Fairy in originale) nel mondo di Termina; ognuna è stata attaccata e divisa in tante fatine dallo Skull Kid. Se Link riporta le fatine mancanti ad una Fata Radiosa, lei lo ricompenserà con un dono.

## Personaggi
Come i precedenti episodi della saga, Majora's Mask offre un mondo pieno di personaggi con cui possono interagire in maniera sempre diversa, grazie anche all'uso delle maschere. Ogni personaggio ha una vita propria, e vive e lavora in base al tempo. Per esempio, l'ufficio del sindaco apre alle 10:00 di mattina. 
Spesso dei personaggi a cui Link fa un favore, gli regalano maschere o pezzi di cuore come ricompensa.
Per aiutare Link a ricordarsi delle persone che incontra e dei favori che gli vengono chiesti, nel gioco è presente una specie di agenda, col nome di Taccuino dei Bomber, nel quale sono segnati sia i personaggi che le promesse fatte e gli orari delle promesse da mantenere. Inoltre dice i regali ricevuti per le buone azioni commesse.
Molti personaggi sono stati presi da Ocarina of Time, come Romani e Cremia, le proprietarie della Fattoria Romanì, che sono la versione adulta e giovane di Malon della Fattoria Lon Lon di Hyrule, oppure Mr. Barten, proprietario del Bar Latte, è Talon, padre di Malon, mentre i carpentieri di Hyrule li ritroviamo con le stesse mansioni anche a Cronopoli, ecc.

## Maschere
Come si può intuire dal titolo del gioco, le maschere ricoprono un ruolo predominante in questo episodio della saga. Link potrà sfruttare i poteri magici che si celano dentro le maschere che ottiene nell'avventura.
Grazie alle maschere, Link può ricevere diverse reazioni dai personaggi che incontra o dagli oggetti che usa; alcune maschere possono anche aiutare Link a nascondersi alla vista dei nemici o a farsi passare per uno di loro (come la Maschera Gibdo o il Capello del Capitano). Alcune maschere possono far fare azioni che Link, normalmente, non potrebbe fare, come danzare, o esplodere, o restare sveglio in situazioni particolari. Le maschere che trasformano completamente il corpo di Link sono 5: ognuna di queste cinque trasformazioni dà a Link dei poteri particolari.
All'inizio del gioco, Link viene trasformato in un Cespuglio Deku , un essere appartenente alla razza Deku. Questa trasformazione gli permette di poter sfruttare le vie di trasporto dei Cespugli Deku, di poter saltare sull'acqua e di poter attaccare i nemici ad una certa distanza. Deku Link può anche attaccare da vicino facendo ruotare il suo cappello. Per scudo, Deku Link usa un guscio di noce. In questa forma, lo strumento musicale sono le canne. Non è affermato specificatamente, ma nel gioco si lascia intuire che questa maschera deriva dallo spirito del figlio del maggiordomo di re Deku.
La seconda trasformazione a cui Link va incontro lo porta a diventare un guerriero Goron, Darmani. Con questo nuovo corpo, Link potrà rotolare armato di spuntoni (usando il potere magico) e sollevare oggetti molto pesanti (come il barile esplosivo, una bomba molto pesante e da effetti devastanti). Per attaccare, Darmani usa il suo pugno o schiaccia il nemico mentre è arrotolato. Per proteggersi, Goron Link si accovaccia a terra. In questa forma, lo strumento musicale sono i tamburi.
La terza trasformazione porta Link nel corpo di uno Zora, Mikau. Grazie a questa trasformazione, Link potrà respirare sott'acqua e nuotare velocemente. Attacca i nemici con le pinne sulle braccia, le quali si possono lanciare per attaccare da lontano. Per difendersi, Zora Link usa le pinne sulle braccia come uno scudo e, mentre nuota, crea un campo elettrico intorno a sé. In questa forma, lo strumento musicale è una chitarra fatta con lo scheletro di un pesce, di cui la Jackson Guitars ha pubblicato un'edizione limitata a 7 corde chiamata Zoraxe.
La quarta trasformazione rende Link enorme. Questa trasformazione è usata esclusivamente per rendere più facile la sconfitta del boss del tempio della fortezza di Pietra. Quando Link indossa la maschera che lo rende enorme, la magia si consuma. 
L'ultima trasformazione cambia Link in un antico e malefico guerriero, col nome di Link Furia Divina (chiamato comunemente Oni Link dai fan della serie), dotato di una lunga spada a doppia elica, che emana sfere di energia quando viene usata. Questa trasformazione aiuta Link nella lotta contro la maschera di Majora e contro gli altri boss. Link Furia Divina non ha uno scudo proprio, ma si ripara con la spada e il braccio.

## Sviluppo
Dopo l'uscita di Link's Awakening nel 1993, i fan hanno aspettato cinque anni per avere Ocarina of Time, il cui sviluppo ha impiegato quattro anni. Riusando il motore e la grafica di Ocarina of Time, un gruppo più piccolo ha impiegato solo due anni per finire Majora's Mask. Secondo quanto detto dal direttore Eiji Aonuma, essi "affrontarono la questione molto difficile di che tipo di gioco avrebbe potuto seguire Ocarina of Time e le sue 7 milioni di copie vendute in tutto il mondo", e come soluzione, hanno costruito un sistema di tre giorni per "rendere i dati di gioco più compatti ma fornendo un profondo gameplay." Questo è anche il primo Zelda in 3D in cui Shigeru Miyamoto ha lasciato le responsabilità direttoriali a Eiji Aonuma e a Yoshiaki Koizumi.
Majora's Mask è apparso per la prima volta ai media nel maggio 1999, quando Famitsū disse che una espansione di Zelda per il 64DD era in costruzione in Giappone. Questo progetto fu intitolato provvisoriamente come "Ura Zelda", dove "Ura" significa pressappoco "nascosto" o "dietro". Questa espansione avrebbe preso Ocarina of Time e avrebbe cambiato il level design, un po' come il "second quest" ("seconda avventura") di The Legend of Zelda espandeva il gioco originale. A giugno, Nintendo ha annunciato che "Zelda: Gaiden", che si può tradurre con "Zelda: Storia Parallela", sarebbe apparsa come una demo giocabile all'esibizione dello SpaceWorld Nintendo il 27 agosto 1999. I media ne hanno concluso che "Zelda: Gaiden" era il nuovo titolo in lavorazione per Ura Zelda.
Gli screenshot di "Zelda: Gaiden" usciti ad agosto mostravano elementi inconfondibili della versione finale di Majora's Mask, come l'enorme orologio che domina il centro di Cronopoli, l'orologio nella parte bassa dello schermo, e la Maschera Goron. La storia e il gameplay, rivelati più tardi sempre ad agosto, mostrano che sia il concetto della trama che l'uso delle maschere per trasformarsi erano già state concepite ed attuate.
Lo stesso mese, Miyamoto ha confermato su un articolo di Famitsu che Ura Zelda e Zelda: Gaiden erano progetti separati. Non era chiaro se Zelda: Gaiden fosse uno spin-off di Ura Zelda o se i due erano sempre separati. Ura Zelda sarebbe diventato Master Quest fuori dal Giappone, pubblicato poi in un disco bonus per il GameCube dato a chi aveva preordinato The Legend of Zelda: The Wind Waker negli USA e insieme al gioco per GameCube in Europa; a causa del fallimento del 64DD in Giappone, un'uscita per Nintendo 64 PAL/NTSC fu cancellata.
A novembre, Nintendo ha annunciato l'uscita per le vacanze del 2000 di Zelda: Gaiden. A marzo del 2000, quello che sarebbe diventato il titolo finale fu annunciato: Zelda no Densetsu Mujura no Kamen in Giappone e The Legend of Zelda: Majora's Mask nel resto del mondo.

### Differenze conOcarina of Time

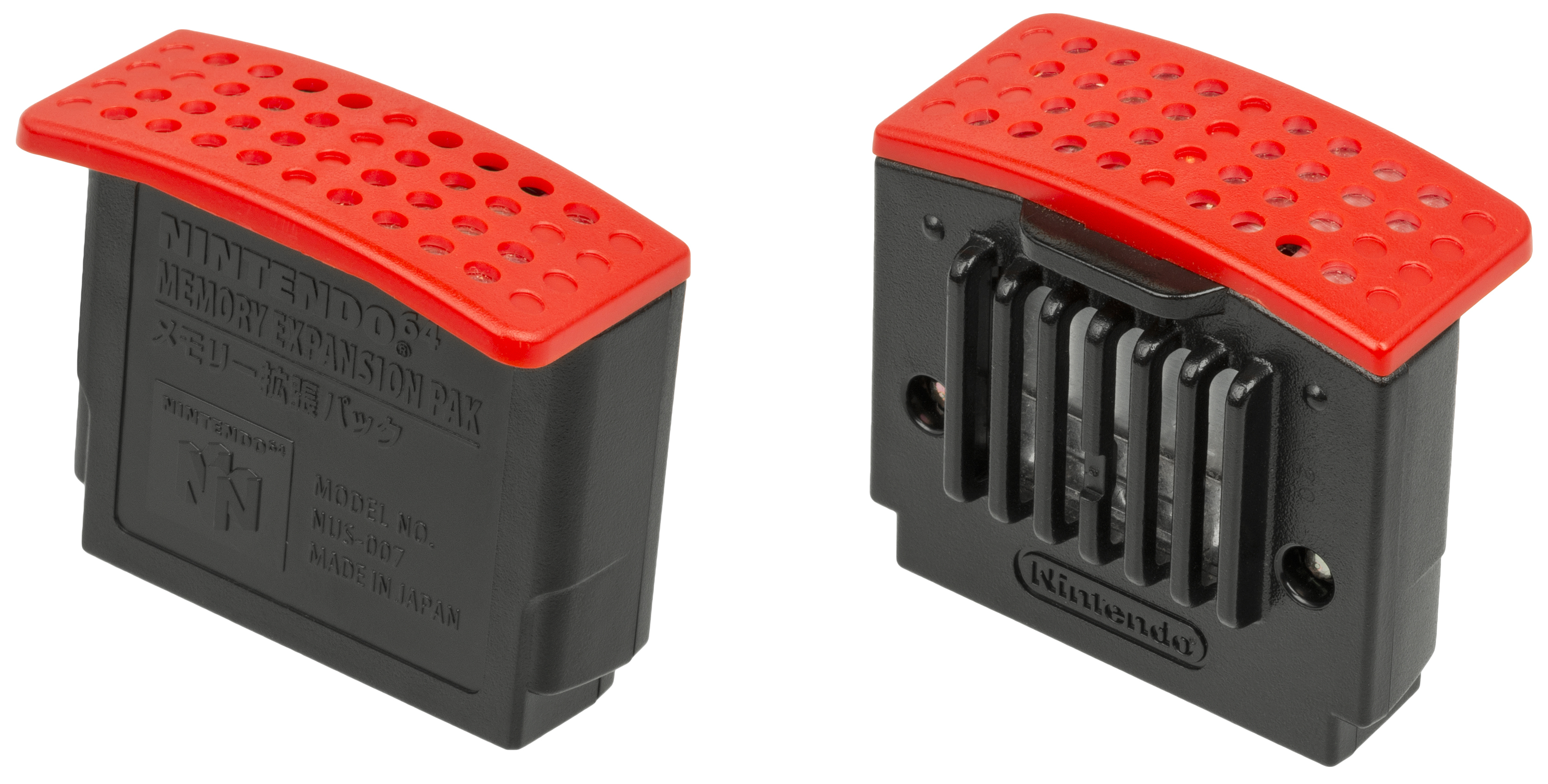
Per far girare Majora's Mask è necessario l'Expansion Pak da 4 MB.

Majora's Mask gira su una versione migliorata del motore di gioco usato in Ocarina of Time, ma richiede l'uso dell'Expansion Pak. Questo è a causa della possibile origine di Majora's Mask per il 64DD, il che avrebbe richiesto una maggiore quantità di RAM. L'uso dell'Expansion Pak permette di vedere più lontano, una dinamica di illuminazione più accurata, una texture e un'animazione più dettagliata, complessi effetti del framebuffer come il motion blur e un numero maggiore di personaggi sullo schermo., La distanza espansa permette al giocatore di vedere molto lontano nel mondo di Termina, e elimina l'uso della nebbia che appariva in Ocarina of Time per oscurare le zone lontane. IGN considerò il design delle texture come uno dei migliori sviluppati su Nintendo 64, dicendo che sebbene alcune texture hanno una bassa risoluzione, esse sono "piene di colori e varie", il che dà ad ogni area "il suo look unico". Infine, gli interni degli edifici sono resi in tempo reale, a differenze degli interni "fissi" usati in Ocarina of Time.

### Musica
La musica fu composta da Kōji Kondō e Toru Minegishi, i cui brani avevano una nuova interpretazione delle familiari melodie di Ocarina of Time e di altri titoli della serie di Zelda, come il riconoscibile "Overworld Theme". Fujiko Takimoto, che ha dato la voce a Link in Ocarina of Time, ha avuto lo stesso ruolo anche per Majora's Mask. Nobuyuki Hiyama, che ha dato la voce a Link adulto, in questo gioco ha dato la voce a Link Furia Divina e a Zora Link.

## Accoglienza
| Testata                            | Giudizio |
| ---------------------------------- | -------- |
| Metacritic (media al 21-03-2012)   | 95/100   |
| GameRankings (media al 09-12-2019) | 91.92%   |
| Edge                               | 9/10     |
| Electronic Gaming Monthly          | 10/10    |
| Famitsū                            | 37/40    |
| Game Informer                      | 9.75/10  |
| GamesMaster                        | 96%      |
| GameSpot                           | 8.3/10   |
| GameZone                           | 9.9/10   |
| IGN                                | 9.9/10   |
| N64 Magazine                       | 96/100   |
| Nintendo Power                     | 9.4/10   |

Il gioco ha venduto circa 314 000 copie nella prima settimana in Giappone, e ha venduto tre milioni di copie in tutto il mondo. Le recensioni furono generalmente favorevoli, sebbene le opinioni siano diverse sul fatto se il gioco sia agli stessi livelli del predecessore. Secondo Famitsū, "Il livello di difficoltà del gioco è notevolmente maggiore (rispetto a Ocarina of Time), i salvataggi limitati, e il limite di tempo per finire il gioco aiutano a rendere il gioco più divertente da giocare". GameSpot ha detto che il gioco è molto più difficile del predecessore. IGN ha descritto Majora's Mask come "Guerre stellari - L'Impero colpisce ancora del Nintendo 64... è lo stesso franchise, ma è più intelligente e racconta una storia migliore". IGN ha posizionato Majora's Mask al settimo posto nella sua lista dei 100 giochi migliori di tutti i tempi. GamePro ha descritto la storia come intrigante".
Majora's Mask fu uno degli ultimi grandi titoli per Nintendo 64. Nonostante ciò, GamePro lo ha descritto come "la prova vivente che il N64 ha ancora la sua magia." È stato posizionato settimo tra i migliori giochi da Electronic Gaming Monthly, dove Ocarina of Time fu posizionato ottavo.
Una critica comune è che Majora's Mask non è accessibile come Ocarina of Time. GameSpot, dando un 8.3/10 a Majora's Mask, decisamente più basso del 10/10 dato a Ocarina of Time, ha scritto che qualcuno potrebbe "trovare la focalizzazione nei minigiochi e nelle side quest tediosa e un po' fuori luogo". Game Revolution ha scritto che "c'è bisogno di un po' più di tempo per entrare in questo Zelda", ma anche che "ci sono momenti in cui il gioco ti colpisce davvero con tutta la sua complessità e i suoi misteri, e questo lo rende degno di essere giocato."
Fu classificato come quindicesimo gioco migliore fatto su una console Nintendo nella lista Top 200 di Nintendo Power. Nel 2010, sul sito GameFAQs occupava la prima posizione come gioco del decennio (2000-2009) nella categoria divisione nord-occidentale.

## Riedizioni

### GameCube
Nel 2003, Nintendo ha ripubblicato Majora's Mask su GameCube come parte del disco The Legend of Zelda: Collector's Edition, un disco promozionale che conteneva anche Ocarina of time, The Legend of Zelda e Zelda II: The Adventure of Link. Questo disco poteva essere comprato con una console GameCube, oppure nel sito ufficiale di Nintendo comprando e registrando un certo numero di giochi pubblicati da Nintendo. L'offerta finì agli inizi del 2004.
Come per altre ripubblicazioni per GameCube, il gioco non è un porting nel senso tradizionale, ma è piuttosto una ROM del gioco originale che funziona su un emulatore. Le uniche differenze sono i colori dei pulsanti azione (nel N64 il pulsante A è blu e B à verde, mentre nel GameCube A è verde e B è rosso) e l'uso del pulsante L al posto del pulsante Z per la navigazione nel menu quando il gioco è in pausa. Inoltre, il manuale dice che, a causa dell'emulazione, alcuni suoni sono stati alterati dalla loro versione originale. Oltre a questo, siccome è solo emulato e non alterato per la nuova console, ci sono alcune discrepanze di sincronizzazione tra le due console; alcuni suoni sono inaccurati sul GameCube e il frame rate è minore. Il gioco ha l'abitudine a bloccarsi, a differenza del porting di Ocarina of Time, causando la perdita dei dati non salvati (questo succede molto meno se la funzione rumble è disabilitata). Malgrado questi problemi, la versione per GameCube ha un look più pulito perché lavora con una risoluzione più alta rispetto alla sua versione per Nintendo 64. Inoltre la versione GameCube supporta una connessione video a componenti e la scansione progressiva (480p) o nei territori PAL a 60 Hz.

### Altre versioni
Majora's Mask è stato pubblicato sulla Virtual Console di Wii in Europa e Australia il 3 aprile 2009 e in Giappone il 7 aprile. Successivamente è stato distribuito in Nord America il 18 maggio. Il gioco è stato pubblicato per il servizio Virtual Console di Wii U in Europa il 23 giugno 2016 e in Nord America il 24 novembre. Majora's Mask è stato distribuito tramite il servizio "Nintendo Switch Online + Pacchetto aggiuntivo" il 25 febbraio 2022.

## Il remake per Nintendo 3DS
Il 25 luglio 2011 è stata lanciata una campagna organizzata dagli appassionati del gioco, chiamata Operation Moonfall, il cui scopo era proporre a Nintendo lo sviluppo di un remake del gioco per Nintendo 3DS. Ciò è partito dalla dichiarazione di Eiji Aonuma che un remake di Majora's Mask «non è una cosa impossibile» se la richiesta è sufficiente. Nel novembre 2011 Aonuma ha riconosciuto Operation Moonfall e afferma che in futuro sarà possibile realizzare tale progetto. La campagna prevede di pubblicare messaggi su Facebook e Twitter, inviare e-mail, lettere e fare telefonate a Nintendo of America per proporre un remake di Majora's Mask. 
Solo durante un Nintendo Direct, tenutosi il 5 novembre 2014, Satoru Iwata ha annunciato lo sviluppo di un remake per Nintendo 3DS, The Legend of Zelda: Majora's Mask 3D, pubblicato nel febbraio 2015.